# Koninklijke HFC

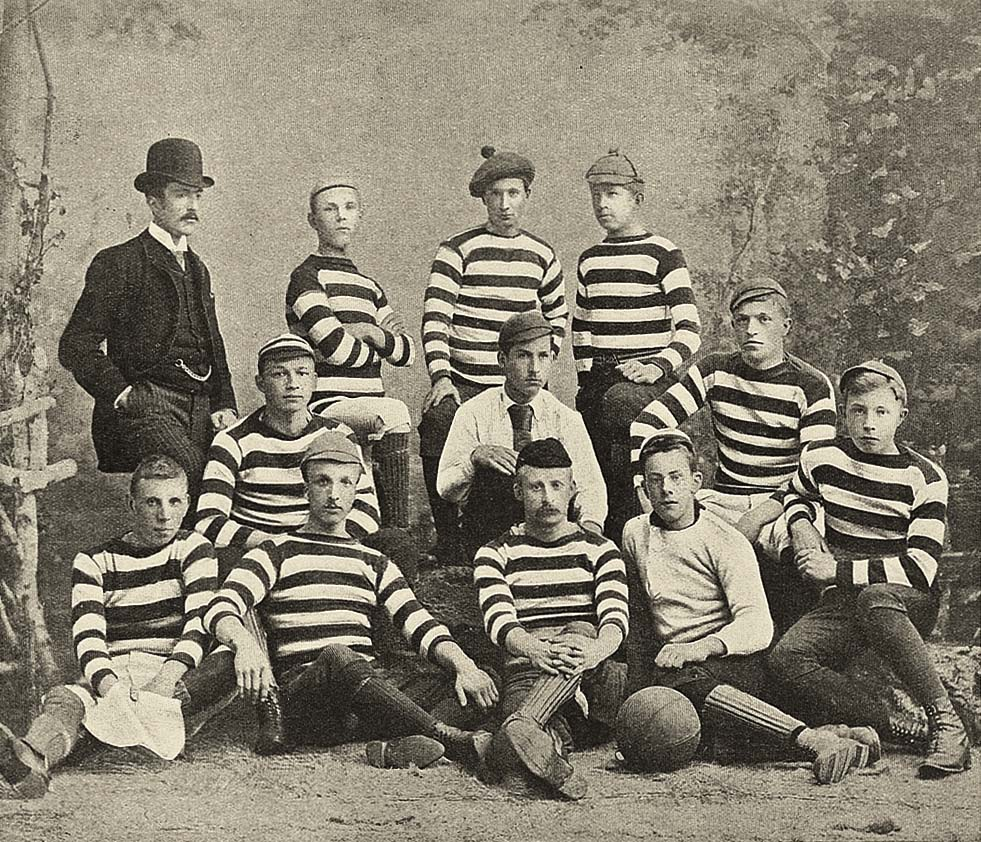
El inicio del fútbol en los Países Bajos.

El Koninklijke Haarlemsche Football Club (en español: Real Club de Fútbol de Haarlem), es un equipo de fútbol neerlandés de la ciudad de Haarlem en la provincia de Holanda Septentrional. Actualmente juega en la Tweede Divisie, la tercera división de fútbol en el país.

## Historia
Fue fundado el 15 de septiembre de 1879 en la ciudad de Haarlem por Pim Mulier y es el club de fútbol más antiguo de los Países Bajos, aunque en sus primeros años de vida era un club de rugby, pero por problemas económicos pasaron a jugar al fútbol en 1883.
Disputaron el primer partido oficial en los Países Bajos, y fue ante el Amsterdam Sport en 1886, y también fue campeón nacional en 3 ocasiones, aunque todos ellos los consiguió en los años que no eran considerados oficiales.
También han sido campeones de copa en 3 ocasiones, y en la copa cuentan con una victoria ante el VVV Amsterdam con marcador de 25-0, el marcador más abultado registrado en la Copa de los Países Bajos.
En 1959 al club le fue acreditado el título de Real, 80 años después de su fundación y desde 1923 el club juega un partido anual cada 1 de enero para darle la bienvenida al año nuevo ante una selección nacional compuesta por ex-seleccionados nacionales.

## Palmarés
- Campeonato de Países Bajos: 3

1889/90, 1892/92, 1894/95
- Copa de los Países Bajos: 3

1904, 1913, 1915